# ОШ „Херој Иван Мукер” ИО Мала Плана
Основна школа Херој Иван Мукер у Малој Плани представља истурено одељење основне школе „Херој Иван Мукер” у Смедеревској Паланци. Подигнута је 1983. године као спомен-школа.

## Историја
Народни херој Божидарка Дамњановић Кика отворила је 9. октобра 1983. године Спомен-школу у Малој Плани, која је саграђена у знак сећања на мештане овог села пале у Првом и Другом светском рату. То је учинила у склопу програма обележавања Дана Основне школе Херој Иван Мукер у Смедеревској Паланци којој припада школа у Малој Плани.
Изградња Спомен-школе кренула је почетком марта, а завршена је у октобру 1983. године. Мотажни објекат урадило је предузеће из Доњег Вакуфа, а у финансирању су учествовале скоро све веће фирме са подручја Општине Смедеревска Паланка, укључујући Дом здравља и Дечју установу. Највише су, ипак, уложили сами Малоплањани и то кроз добровољни прилог. Акцију је водила учитељица Нада Марковић, уз велику помоћ Јове Глишића и Голубице Катунар. Под кровом Спомен-школе су дечји вртић и амбуланта.